# Enzo Avitabile

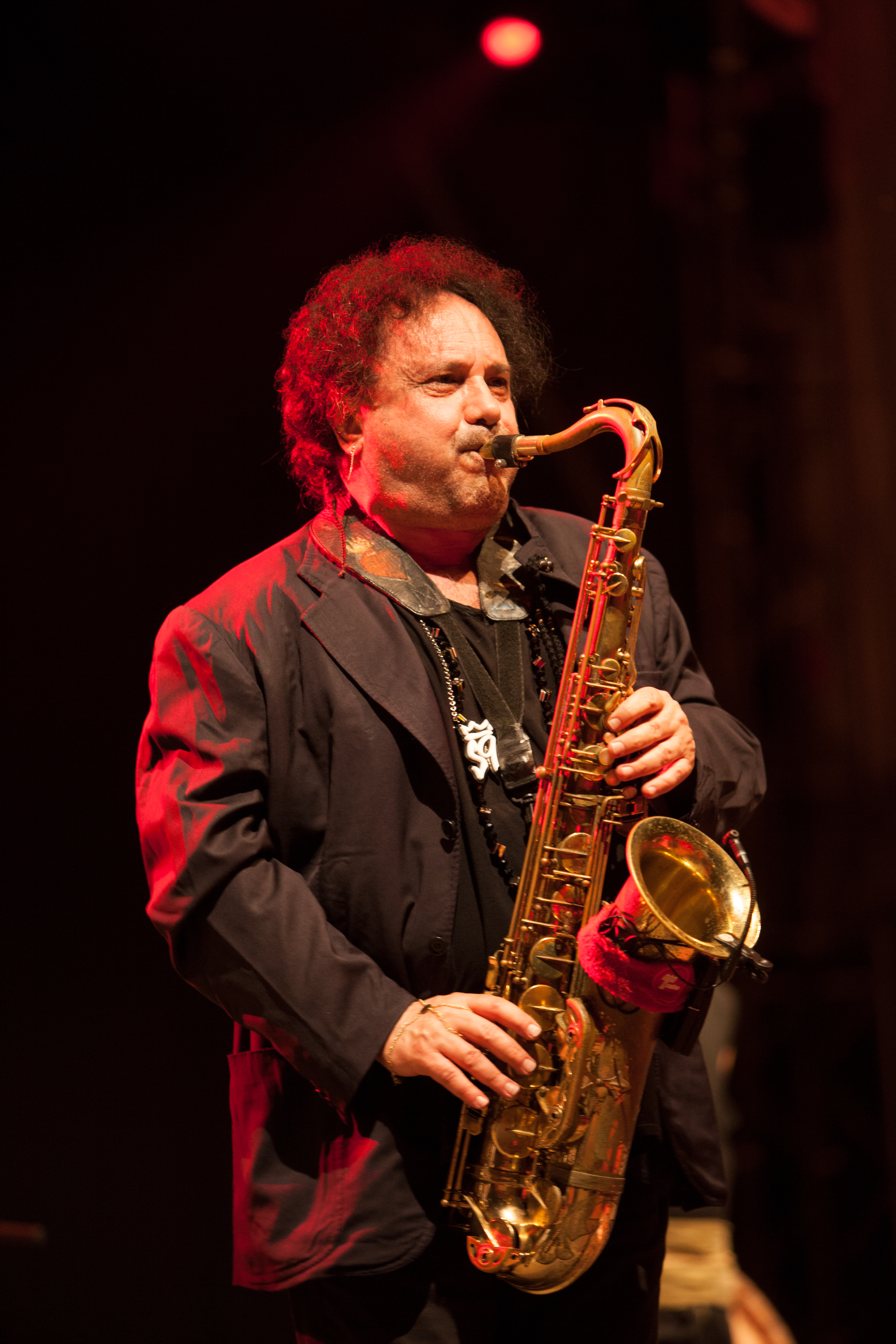
Avitabile beim Rudolstadt-Festival 2013

Enzo Avitabile (* 1. März 1955 in Neapel als Vincenzo Avitabile) ist ein italienischer Musiker. Nach einer längeren Soul-Phase hat er sich in den 1990er Jahren hauptsächlich der Weltmusik zugewandt.

## Karriere
Schon in jungen Jahren trat Avitabile als Saxophonist in den Lokalen seiner Heimatstadt auf. Am Conservatorio San Pietro a Majella di Napoli diplomierte er im Fach Flöte. Als Studiomusiker war er auf Alben von Pino Daniele, Edoardo Bennato oder Antonello Venditti am Saxophon zu hören, bevor er 1982 selbst ein Album veröffentlichte: Avitabile. Diesem folgten in kurzen Abständen Meglio Soul (1983), Correre in fretta (1984), S.O.S Brothers (1986), Alta tensione (1988), Stella dissidente (1990) und Enzo Avitabile (1991). Mit Easy, das auch ein Duett mit Randy Crawford enthielt, schloss der Musiker 1994 seine erste, stark vom amerikanischen Soul und Funk inspirierte Schaffensphase unter EMI-Label ab.
Nun mehr der Weltmusik zugetan, entstanden Alben wie Addò (1996) oder O-Issa (1999). Auf letzterem war auch das Lied Mane a mane enthalten, das Avitabile zusammen mit Mory Kanté für UNICEF aufgenommen hatte und dessen Erlöse für den Bau von Mädchenschulen in Benin verwendet wurden. In den 2000er Jahren konzentrierte sich Avitabile schließlich ganz auf seine Heimatregion und begann eine Zusammenarbeit mit der traditionsreichen Perkussionistengruppe Bottari di Portico, mit denen er das Album Salvamm’ ’o munno veröffentlichte; daran beteiligt waren auch andere namhafte Musiker wie Cheb Khaled und Manu Dibango. Ab 2006 hielt er einen musikethnologischen Workshop an der Università degli Studi Suor Orsola Benincasa.
Trotz der vielen Aktivitäten veröffentlichte Avitabile auch weitere Alben: Sacro Sud (2006), Festa, farina e forca (2007), Napoletana (2009) und Black Tarantella (2012). Für das Lied Gerardo Nuvola ’e Polvere, geschrieben zusammen mit Francesco Guccini, wurde er 2013 mit dem Preis von Amnesty International Italien ausgezeichnet. Im selben Jahr veröffentlichte er mit Enzo Avitabile Music Life den Soundtrack zum gleichnamigen Dokumentarfilm von Jonathan Demme. 2016 folgte Lotto infinito, mit der Beteiligung von u. a. Francesco De Gregori, Renato Zero, Giorgia, Mannarino und Caparezza.
Beim David di Donatello, dem Nastro d’Argento und dem Globo d’oro 2017 wurde Avitabile mehrfach für den Soundtrack zum Film Unzertrennlich (Indivisibili) von Edoardo De Angelis ausgezeichnet. Ende des Jahres wurde seine Teilnahme am Sanremo-Festival 2018 an der Seite von Peppe Servillo angekündigt. Das Duo erreichte mit Il coraggio di ogni giorno den zwölften Platz.

## Diskografie

### Alben
| Jahr | Titel            | Höchstplatzierung, Gesamtwochen, AuszeichnungChartsChartplatzierungen (Jahr, Titel, Platzierungen, Wochen, Auszeichnungen, Anmerkungen) | Anmerkungen |
| Jahr | Titel            | IT | Anmerkungen |
| ---- | ---------------- | --- | ----------- |
| 2012 | Black Tarantella | IT30 (10 Wo.)IT | CNI Music   |
| 2016 | Lotto infinito   | IT13 (9 Wo.)IT | Sony        |
| 2018 | Pelle differente | IT44 (3 Wo.)IT | Sony        |

Weitere Alben
- Avitabile (1982)
- Meglio Soul (1983, EMI)
- Correre in fretta (1984, EMI)
- S.O.S. Brothers (1986, EMI)
- Alta tensione (1988, EMI)
- Stella dissidente (1990, EMI)
- Enzo Avitabile (1991, EMI)
- Easy (1994, EMI)
- Addò (1996, CNI)
- O-issa (1999, CNI)
- Salvamm’ ’o munno (2004)
- Sacro Sud (2006)
- Festa Farina e Forca (2007)
- Napoletana (2009)
- Enzo Avitabile Music Life (2013, CNI Music)

### Singles
| Jahr | Titel                                | Höchstplatzierung, Gesamtwochen, AuszeichnungChartsChartplatzierungen (Jahr, Titel, Platzierungen, Wochen, Auszeichnungen, Anmerkungen) | Anmerkungen |
| Jahr | Titel                                | IT | Anmerkungen |
| ---- | ------------------------------------ | --- | ----------- |
| 1992 | Io non ci resisto più Enzo Avitabile | IT22 (1 Wo.)IT |             |

### Gastbeiträge
| Jahr | Titel                       | Höchstplatzierung, Gesamtwochen, AuszeichnungChartsChartplatzierungen (Jahr, Titel, Platzierungen, Wochen, Auszeichnungen, Anmerkungen) | Anmerkungen                                         |
| Jahr | Titel                       | IT | Anmerkungen                                         |
| --- | --------------------------- | --- | --------------------------------------------------- |
| Folgende Lieder erschienen nicht als Single, wurden aber durch das Album zum Download und Streaming bereitgestellt und konnten somit eine Platzierung erlangen: |                             | |                                                     |
| |                             | |                                                     |
| 2017 | La malaeducazione Gentleman | IT38 Gold · (2 Wo.)IT | Guè Pequeno feat. Enzo Avitabile Verkäufe: + 25.000 |